# Delores Taylor
Delores Judith Taylor (Winner (Dakota del Sur), 27 de septiembre de 1932 – 23 de marzo de 2018) fue una actriz, guionista y productora de cines estadounidense, conocida por sus papeles de las películas de Billy Jack en la década de los 70.

## Biografía
Taylor creció cerca de la Reserva india Rosebud. Su padre, Harry Taylor, era cartero, que dirigía una oficina de correos frecuentada por nativos americanos, mientras que su madre era ama de casa.
Conició al actor Tom Laughlin mientras estudiaban en la Universidad de Dakota de Sur en 1953, y se casaron cuando ella todavía era artista gráfica el 15 de octubre de 1954. Pidieron prestado un coche y se mudaron a Los Ángeles en 1955. Tuvieron tres hijos: Frank, Teresa y Christina. Su hija Teresa es diseñadora de moda.
Junto a su pareja desarrollaron la saga de "Billy Jack", que apareció en su primer papel 1967 film Nacidos para perder (The Born Losers). A ello le siguieron Billy, el defensor (Billy Jack) en 1971, The Trial of Billy Jack en 1974, Billy Jack Goes to Washington en 1976. Taylor y Laughlin protagonizaron tres películas más. Taylor coprodujo The Born Losers y The Master Gunfighter de 1975.
fue nominada a los Globos de Oro como artista revelación en 1972.

## Fallecimiento
Taylor murió el 23 de marzo de 2018, por causas naturales en el Motion Picture & Television Country House and Hospital de Los Ángeles a los 85 años.